# Communautarisme de lieux de vie
 (juillet 2011).
Si vous disposez d'ouvrages ou d'articles de référence ou si vous connaissez des sites web de qualité traitant du thème abordé ici, merci de compléter l'article en donnant les références utiles à sa vérifiabilité et en les liant à la section « Notes et références ».
Il y a différentes définitions du communautarisme qui renvoient à différentes réalités. Le communautarisme de lieux de vie est un mode d'organisation de vie qui s'attache à la création de lieux de vie.

## Expériences communautaires
Le communautarisme de lieux de vie, ou les colonies, ont existé depuis longtemps et en différents lieux, dans diverses formes d'expériences organisationnelles. Durant les années 1970, il y eut un mouvement communautaire prônant un retour à la terre, qui fut expérimenté dans le Larzac et les autres parties de la France et ailleurs. Ce fut un mouvement qui désirait faire sécession avec la société jugée capitaliste en inventant des conditions de vie estimées plus en lien avec le désir de chacun, la société moderne étant selon ce point de vue la négation de l'individualité de chacun. Certaines communautés de vie furent aussi des communautés identitaires (religieuses).
L'agriculture, l'artisanat et l'entraide furent les moyens concrets de vie de ces communautés. De nombreux citadins vinrent dans ces communautés et profitèrent de l'hospitalité des « communautariens », ce qui créa des problèmes réels, l'entraide n'étant plus respectée. Cela amena une méfiance vis-à-vis du citadin en mal de réalité, mais des liens s'ensuivirent pour mener aux écovillages.